# Kohlen-Kugelpilz
Der Kohlen-Kugelpilz (Daldinia concentrica) ist ein holzbewohnender Pilz aus der Familie der Holzkeulenverwandten. Der Gattungsname ehrt den Schweizer Geistlichen und Botaniker Agostino Daldini (1817–1895).

## Merkmale
Die Fruchtkörper sind kugelig bis knollig und werden 2 bis 5 cm groß. Sie sind zuerst graubräunlich und oberflächlich durch die Konidiosporen wie bestäubt und werden dann rotbräunlich und schließlich schwarz. Die Oberfläche ist in diesem letzten Stadium feinhöckrig, da hier die Perithecien sitzen. Das Innere des Stromas ist holzig-kohlig und konzentrisch gezont, was den Namen erklärt. Das Sporenpulver ist schwarz mit elliptisch bis bohnenförmigen Sporen, die eine Keimspalte besitzen. Sie sind glatt und 13–16 × 7–9 μm groß.

## Ökologie
Der Kohlen-Kugelpilz ist ein saprobiontischer Bewohner von abgestorbenen, berindeten Ästen und Stämmen von Laubholz wie z. B. Buche, Eiche, Erle und Birke. Er wird in der Konidienform das ganze Jahr vor allem in Auwäldern und Erlenbrüchen mit geeigneten Substraten gefunden, aber er ist recht selten. Im Herbst ist er sporenreif.

## Speisewert
Der Kohlen-Kugelpilz ist ungenießbar.

## Systematik
In Mitteleuropa gibt es noch eine zweite Art, Daldinia vernicosa. Diese hat gelatinisierte Trama, etwas kleinere Sporen und gestielte Fruchtkörper. Ansonsten ist der Kohlen-Kugelpilz gut durch seine Zonierung gekennzeichnet. Es gibt neuerdings Bestrebungen, den Kohlen-Kugelpilz in mehrere Arten aufzuspalten.